# Титий
Титий в древногръцката митология е син на Елара и Зевс.
Елара била любовница на Зевс и той я скрил от жена си, Хера, в недрата на земята. Там тя родила Титий, за когото поради тази причина, един от героите на Омир в „Одисея“ (VII, 372) казва, че Титий е син на Елара и Гея, богинята на земята.